# Хисаши Куросаки
Хисаши Куросаки (јап. 黒崎 久志; 8. мај 1968) бивши је јапански фудбалер.

## Каријера
Током каријере је играо за Хонда, Кашима Антлерс, Кјото Санга, Висел Кобе, Албирекс Нигата и Омија Ардија.

## Репрезентација
За репрезентацију Јапана дебитовао је 1989. године. За тај тим је одиграо 24 утакмице и постигао 4 гола.

## Статистика
| Јапан  | Јапан   | Јапан  |
| Година | Наступи | Голови |
| ------ | ------- | ------ |
| 1989.  | 7       | 1      |
| 1990.  | 2       | 0      |
| 1991.  | 0       | 0      |
| 1992.  | 0       | 0      |
| 1993.  | 1       | 0      |
| 1994.  | 1       | 0      |
| 1995.  | 10      | 3      |
| 1996.  | 2       | 0      |
| 1997.  | 1       | 0      |
| Укупно | 24      | 4      |